# Frocourt
Frocourt – miejscowość i gmina we Francji, w regionie Hauts-de-France, w departamencie Oise.
Według danych na rok 1990 gminę zamieszkiwały 534 osoby, a gęstość zaludnienia wynosiła 83 osoby/km² (wśród 2293 gmin Pikardii Frocourt plasuje się na 512. miejscu pod względem liczby ludności, natomiast pod względem powierzchni na miejscu 741.).